# Troféu Pollença-Andratx de 2020
A 29.ª edição da clássica ciclista Troféu Pollença-Andratx foi uma carreira na Espanha que se celebrou a 1 de fevereiro de 2020 sobre um percurso de 168,9 km na ilha balear de Maiorca. A carreira fez parte do terceiro troféu da Challenge Ciclista a Mallorca de 2020.
A carreira fez parte do UCI Europe Tour de 2020, calendário ciclístico dos Circuitos Continentais da UCI dentro da categoria 1.1. O ganhador foi o corredor espanhol Marc Soler da Movistar. Em segunda e terceira posição, respectivamente, finalizaram o austriaco Gregor Mühlberger da Bora-Hansgrohe e o italiano Davide Villella, colega de equipa do vencedor.

## Equipas participantes
Tomaram parte na carreira 23 equipas: 5 de categoria UCI WorldTeam, 9 de categoria UCI ProTeam, 8 de categoria Continental e uma selecção nacional. Formaram assim um pelotão de 159 ciclistas dos que acabaram 107. As equipas participantes foram:
| Equipes WorldTeam (5)- Bora-Hansgrohe - Lotto Soudal - Movistar Team - Israel Start-Up Nation - Trek-Segafredo Equipes ProTeam (9)- Bardiani CSF Faizanè - Burgos-BH - Caja Rural-Seguros RGA - Euskaltel-Euskadi - Arkéa-Samsic - Gazprom-RusVelo - Sport Vlaanderen-Baloise - Circus-Wanty Gobert - Vini Zabù-KTM Equipes Continentais (8)- Kometa-Xstra - Canyon DHB p/b Bloor Homes - Team SKS Sauerland NRW - Gios Kiwi Atlántico - Equipo Kern Pharma - Team Work Service Romagnano - Swiss Racing Academy - Memil Equipe nacional- Suíça |
| |

## Classificação final
- A classificação finalizou da seguinte forma:[3]

| \| Classificação geral \| Classificação geral \| Classificação geral \| Classificação geral \| Classificação geral \| \| Ciclista \| Ciclista \| Equipe \| Tempo \| \| \| ------------------- \| ------------------- \| ------------------- \| ------------------- \| ------------------- \| \| 1. \| Marc Soler \| Movistar Team \| \| \| \| 2. \| Gregor Mühlberger \| Bora-Hansgrohe \| \| \| \| 3. \| Davide Villella \| Movistar Team \| \| \| \| 4. \| Lennard Kämna \| Bora-Hansgrohe \| \| \| \| 5. \| Diego Rosa \| Arkéa-Samsic \| \| \| \| 6. \| Tomasz Marczyński \| Lotto-Soudal \| \| \| \| 7. \| Rubén Fernández \| Fundación-Orbea \| \| \| \| 8. \| Loïc Vliegen \| Circus-Wanty Gobert \| \| \| \| 9. \| Emanuel Buchmann \| Bora-Hansgrohe \| \| \| \| 10. \| Alejandro Valverde \| Movistar Team \| \| \| |                    |                     |       |
| |                    |                     |       |
| Fonte: ProCyclingStats |                    |                     |       |
| Classificação geral |                    |                     |       |
| Ciclista | Ciclista           | Equipe              | Tempo |
| 1. | Marc Soler         | Movistar Team       |       |
| 2. | Gregor Mühlberger  | Bora-Hansgrohe      |       |
| 3. | Davide Villella    | Movistar Team       |       |
| 4. | Lennard Kämna      | Bora-Hansgrohe      |       |
| 5. | Diego Rosa         | Arkéa-Samsic        |       |
| 6. | Tomasz Marczyński  | Lotto-Soudal        |       |
| 7. | Rubén Fernández    | Fundación-Orbea     |       |
| 8. | Loïc Vliegen       | Circus-Wanty Gobert |       |
| 9. | Emanuel Buchmann   | Bora-Hansgrohe      |       |
| 10. | Alejandro Valverde | Movistar Team       |       |

## UCI World Ranking
O Troféu Pollença-Andratx outorgou pontos para o UCI World Ranking para corredores das equipas nas categorias UCI WorldTeam, UCI ProTeam e Continental. As seguintes tabelas são o barómetro de pontuação e os 10 corredores que obtiveram mais pontos:
| Posição   | 1.º | 2.º | 3.º | 4.º | 5.º | 6.º | 7.º | 8.º | 9.º | 10.º | 11.º | 12.º | 13.º-15.º | 16.º-25.º |
| Pontuação | 125 | 85  | 70  | 60  | 50  | 40  | 35  | 30  | 25  | 20   | 15   | 10   | 5         | 3         |

| Classificação |                    |                     |        |
| Posição       | Ciclista           | Equipa              | Pontos |
| ------------- | ------------------ | ------------------- | ------ |
| 1.º           | Marc Soler         | Movistar            | 125    |
| 2.º           | Gregor Mühlberger  | Bora-Hansgrohe      | 85     |
| 3.º           | Davide Villella    | Movistar            | 70     |
| 4.º           | Lennard Kämna      | Bora-Hansgrohe      | 60     |
| 5.º           | Diego Rosa         | Arkéa Samsic        | 50     |
| 6.º           | Tomasz Marczynski  | Lotto Soudal        | 40     |
| 7.º           | Rubén Fernández    | Fundación-Orbea     | 35     |
| 8.º           | Loïc Vliegen       | Circus-Wanty Gobert | 30     |
| 9.º           | Emanuel Buchmann   | Bora-Hansgrohe      | 25     |
| 10.º          | Alejandro Valverde | Movistar            | 20     |